# Love Boat Captain
"Love Boat Captain" é uma música da banda americana de rock Pearl Jam. A letra foi escrita pelo vocalista Eddie Vedder e o arranjo por Vedder e o tecladista Boom Gaspar. "Love Boat Captain" foi lançada em 18 de Fevereiro de 2003 como single do sétimo álbum de estúdio da banda, Riot Act (2002).

## Origem e gravação
A letra de "Love Boat Captain" foi escrita por Eddie Vedder, enquanto que o arranjo foi de autoria de Vedder e do tecladista da banda, Boom Gaspar. De acordo com Gaspar, a música surgiu de um improviso que ele fez com Vedder, logo depois que eles se conheceram no Hawaii. Segundo ele, "Ele tinha uma guitarra. Eu tinha um teclado. Era um pequeno arranjo. E nós compusemos." Quando eles terminaram, Vedder perguntou a Gaspar se ele estava "pronto para ir à Seattle." Vedder sobre a música:
Eu tinha algum equipamento de gravação, para quando eu queria ficar sozinho e compor umas músicas. Ele apareceu do nada e começou a tocar. Aquela noite nós escrevemos o que se tornaria "Love Boat Captain". Em um hora, nós tínhamos essa coisa que ligamos na caixa de som e tocamos muito alto. Era uma versão de uns 11 minutos naquela época.
O baixista Jeff Ament afirmou, "A demo daquilo se chamava "Boom B3". Nós tocamos uma versão, que depois arrumamos." Para o baterista Matt Cameron:
Não havia letra quando gravamos, então fizemos o que nos pareceu certo, gravamos a parte instrumental de forma que os vocais pudessem ser gravados posteriormente. Quando gravamos, eu pensei, "Nossa? O que é isso?" Não fazia sentido pra mim. Mas quando os vocais foram adicionados, a coisa toda se encaixou perfeitamente.

## Letras
"

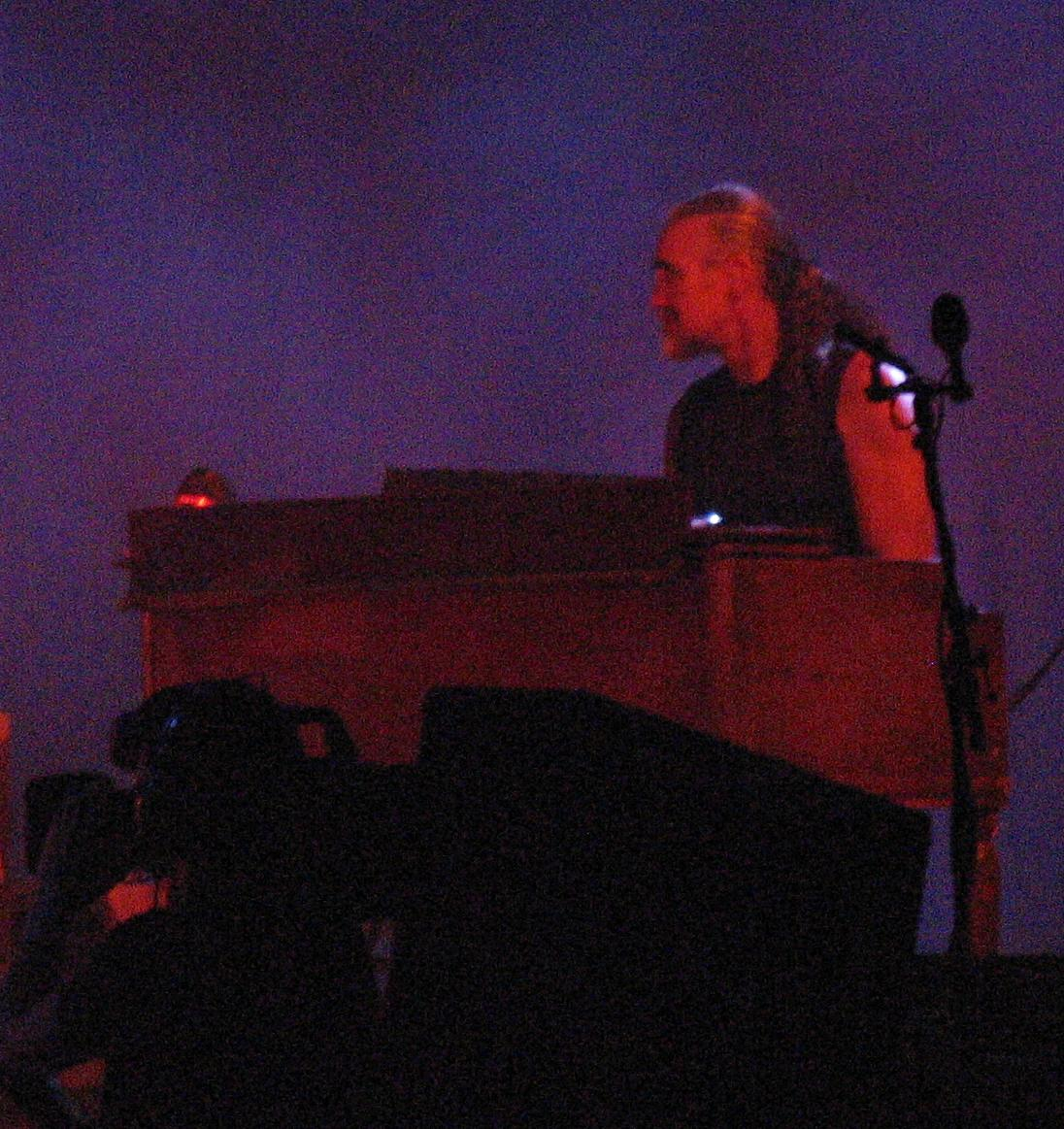
Boom Gaspar, tecladista e co-compositor de "Love Boat Captain

O existencialismo é o tema principal da letra de "Love Boat Captain". A música faz referência à tragédia ocorrida em Roskilde no ano de 2000, com o verso "Lost 9 friends we'll never know... 2 years ago today." (Há dois anos... Perdi 9 amigos que nunca conheceremos). Quando a música é tocada ao vivo, Vedder modifica a letra para expressar o tempo decorrido desde a tragédia (em 2010, a letra seria "Há 10 anos"). Há também uma referência a música All You Need Is Love, do álbum de 1967 Magical Mystery Tour, dos Beatles, quando a letra diz "I know it's already been sung,...can't be said enough/Love is all you need,..all you need is love,..." (Eu sei que já foi cantado antes,... não se pode dizer o suficiente/O amor é tudo que você precisa... Tudo que você precisa é o amor)
Quando perguntado sobre a música, Vedder respondeu:
É estranho falar sobre amor tão abertamente, mas se não puder fazê-lo agora, quando será possível? O amor é um recurso que as empresas não conseguirão monopolizar. O que significa que ainda há esperança para os seres humanos.
Quando perguntado sobre o verso, "The young can lose hope," (Os jovens podem perder a esperança) Vedder disse:
Eu fiquei feliz em colocar aquele verso, eu estou falando das pessoas muita mais velha que nós, pessoas com 70 ou 80 anos e que já não tem o comportamento turbulento de um adolescente que, ao ser confrontado com certas coisas, diz "Que se foda isso, é uma merda, como podemos ter qualquer esperança?"
Essas são as pessoas que estavam aqui quando inventaram a carroça sem cavalos, a televisão, e agora tem que lidar com a internet. Como eles lidam com essas coisas? É quase com desdém. Essa é a sabedoria que ele não podem jogar fora, é disso que eu estou falando, e de como os jovens não tem toda essa experiência. Então eles vêem um obstáculo e acham que não há mais esperança, que não como superar o obstáculo, que não há sentido. Eles também são bombardeados com mais informações do que nunca hoje em dia, e a negatividade e o cinismo que eles sentem, eu consigo entender. Mas eles não precisam se sentir assim. Há atitudes positivas que eles podem ter.

## Lançamento e recepção
O lançamento comercial do single de "Love Boat Captain" se deu exclusivamente na Austrália, Canadá, e Europa. Enquanto que "Save You" foi lançado como segundo single na América do Norte, "Love Boat Captain" foi lançado como segundo single nos mercados internacionais. No Canadá, a música alcançou o top 20 na paradas musicais. "Love Boat Captain" chegou ao top 30 na Austrália e Italia.
Louis Pattison da NME chamou a música de "um lindo exemplo da expansividade gnóstica do Pearl Jam feita direito" e afirmou que "fica entre as melhores do Pearl Jam." Segundo Kyle Reiter da Pitchfork Media, "A devastadora letra de "Love Boat Captain"...é impactante, mas a música em si é puro rock, o que parece estranho diante da opção de Vedder em acompanhá-la com seu remorso poético."

## Vídeo clipe
O vídeo clipe de "Love Boat Captain" foi dirigido por James Frost. O vídeo foi filmado no Chop Suey Club em Seattle, Washington, em setembro de 2002. O vídeo é, basicamente, a filmagem de uma apresentação ao vivo da banda, ao invés de um vídeo conceitual. Foi um dos cinco vídeos filmados ali para promover Riot Act (incluindo "I Am Mine", "Save You", "Thumbing My Way", e "1/2 Full"). A banda não lançava nenhum vídeo clipe desde 1998, com Do the Evolution". O vídeo foi lançada no final de 2002.

## Performances ao vivo

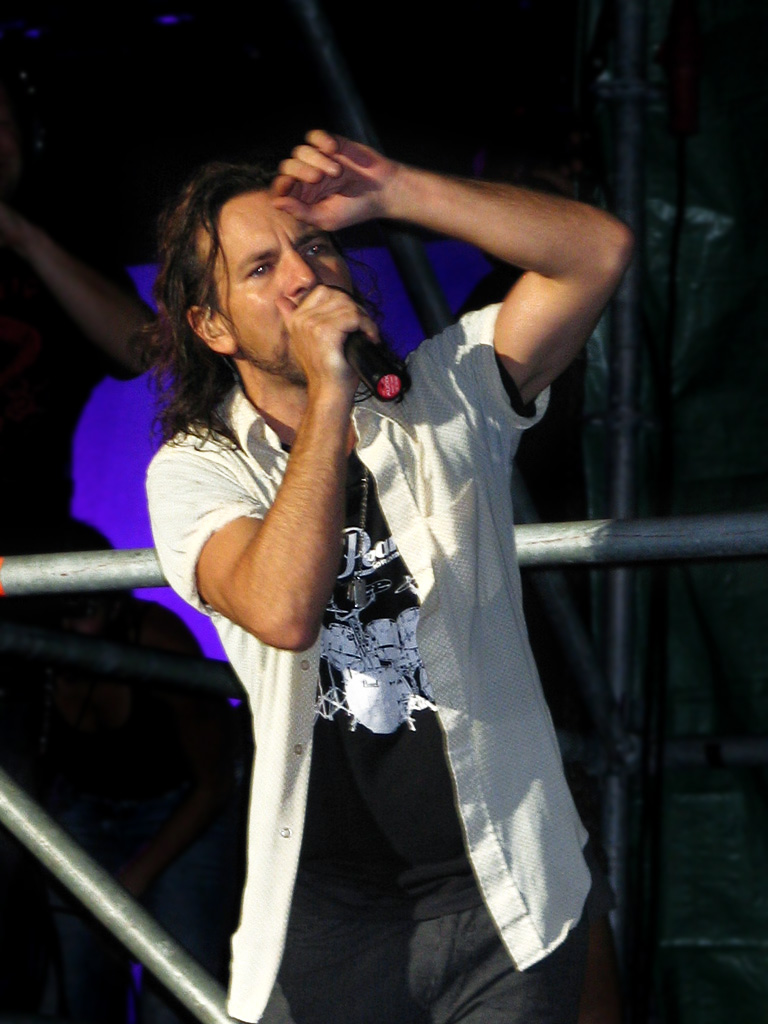
Eddie Vedder, em apresentação ao vivo da banda

"Love Boat Captain" foi tocada ao vivo pela primeira vez no dia 23 de Setembro de 2002, em Chicago, Illinois no House of Blues. Performances ao vivo de "Love Boat Captain" podem ser encontradas no próprio single, vários bootles oficiais do Pearl Jam, e na coletânea Live at the Gorge 05/06. Performances da música também podem ser vista nos DVDs Live at the Showbox e Live at the Garden. A música pode ser ouvida nos créditos finais do DVD Immagine in Cornice.

## Faixas
Todas as músicas foram escritas por Boom Gaspar e Eddie Vedder, exceções foram mencionadas:
CD (Austrália and Canadá)
1. "Love Boat Captain" – 4:36
2. "Love Boat Captain" (ao vivo) – 4:50
  - Gravada ao vivo em 6 de Dezembro de 2002, no The Showbox em Seattle, Washington.
3. "Other Side" (Jeff Ament) – 4:03

CD (Europa)
1. "Love Boat Captain" – 4:36
2. "Other Side" (Ament) – 4:03

CD (Estendido) (Europa)
1. "Love Boat Captain" – 4:36
2. "Love Boat Captain" (ao vivo) – 4:50
  - Gravada ao vivo em 6 de Dezembro de 2002, no The Showbox em Seattle, Washington.
3. "Other Side" (Ament) – 4:03
4. "Love Boat Captain" (vídeo) – 4:43
  - Filmado ao vivo na Chop Suey Club, em Seattle, Washington.

## Posição nas paradas
| Parada (2003)            | Posição |
| ------------------------ | ------- |
| Canadian Singles Chart   | 16      |
| Italian Singles Chart    | 23      |
| Australian Singles Chart | 29      |
| UK Singles Chart         | 110     |